# Gabinete de la Cocina
El Gabinete de la Cocina, Foro de la Cocina o sencillamente La cocina (en hebreo: המטבח‎; también המטבחון, lit. «La cocinita›) es el término usado en la política de Israel para describir al reducido grupo de ministros que se reúne para tomar decisiones operativas relativas a la seguridad del país, al margen de paneles más oficiales como los consejos de ministros o convocatorias de la Knéset. Muchas veces se trata de una deliberación previa a un debate parlamentario o votación de importancia. Normalmente la cocina reúne al primer ministro y los titulares de las carteras principales del Gobierno, a saber, los ministros de Defensa y de Asuntos Exteriores, pudiendo incluir otros ministros y altos cargos, como el Consejero de Seguridad Nacional.
En cada legislatura es el primer ministro quien decide si contar con este tipo de gabinete reducido, en el que participan sus personas de confianza. Los participantes suelen acudir a las reuniones con sus propios asesores y expertos sobre los temas tratados, por lo que muchas veces se convierten en paneles de expertos.
El Gabinete de la Cocina ha sido de un lado elogiado por la calidad de los debates y valoraciones de los temas más acuciantes en un aparato que sirve de foro más especializado, y que requiere menos burocracia para alcanzar unas conclusiones coherentes. Por otra parte, ha sido criticado por considerarse un modo de circunvalar los aparatos oficiales de las instituciones parlamentarias. En todo caso, en tiempos de paz, los temas discutidos en este tipo de reuniones no son confidenciales, y en las noticias se suele escuchar sobre las reuniones del foro de la Cocina, los temas tratados y las decisiones alcanzadas.

## Historia

### Origen
El término «La cocina» se deriva de las reuniones informales, o «consultas», que la primera ministra de Israel, Golda Meir, celebraba en su pequeño piso los viernes por la tarde (la víspera del Sabbat). A las reuniones acudían los principales ministros de su Gabinete, y en ellas solían debatirse temas de seguridad que estaban en el orden del día parlamentario de la semana siguiente, mientras que la propia Meir, delantal puesto, hablaba desde la cocina preparando su famoso pastel para los invitados. Aquello se convirtió en una imagen simbólica y las reuniones se hicieron conocer popularmente como «la cocina de Golda» (aunque más formalmente, «el Gabinete reducido»). Las personas habituales en esas reuniones eran Moshé Dayán, Igal Alón, Yisrael Galili y Jacob Shapira, acompañados de sus asesores y oficiales militares cuando la ocasión lo requería. Durante la guerra de Yom Kipur, este grupo y sus reuniones se denominaban el Gabinete de Guerra.
Cabe añadir que, aunque el término «La cocina» empezó a usarse a partir de esas reuniones, posteriormente se ha hecho también uso retroactivo del mismo para describir históricamente a reuniones de características similares anteriores al gabinete de Golda Meir — por ejemplo, las consultas realizadas por David Ben-Gurión a sus ministros de confianza.

### Gabinetes posteriores
Uno de los dirigentes israelíes que más uso ha hecho de este tipo de foros ha sido Benjamín Netanyahu, que durante su primer gobierno de 1996 (27.º Gobierno de Israel) incluía al propio Netanyahu y sus ministros de Defensa y de Exteriores (Isaac Mordechái y David Levy respectivamente). En 1997, después de que Ariel Sharón —recién nombrado ministro de Finanzas— exigiera su inclusión en el gabinete reducido, el mismo fue desmantelado, ya que David Levy rechazó compartir con este las sesiones de consulta. Sin embargo, un año después, en 1998, Netanyahu reanudó su «Cocina», integrada por él, Mordechai, Sharón y el ministro de Comercio, Industria y Trabajo — el antiguo disidente soviético, Natán Sharanski. En 1999, tras la remodelación del ministerio de Defensa, el gabinete reducido pasó a estar formado por Netanyahu, Sharón, el nuevo ministro de Defensa Moshe Arens y, por primera vez, el Consejero de Seguridad Nacional.
En 1999, el entonces líder del Partido del Centro, Isaac Mordechái, ideó el establecimiento del Gabinete de Estado y Seguridad (GES), cuyos miembros forman el Consejo de Ministros para la Seguridad Nacional, una entidad parlamentaria que se ha convertido en un aparato importante en la toma de decisiones en materia de defensa y seguridad. Se trata de una forma más reducida del llamado Gabinete interno de Israel, que sin embargo sigue siendo un órgano oficial y por tanto regulado. En él suelen tomar parte el primer ministro, el vice primer ministro, los ministros de carteras relevantes y, según la ocasión, también los altos representantes del Establecimiento de seguridad, es decir, los jefes de las Fuerzas Armadas, los servicios de inteligencia, la industria militar y similares. Su objetivo es el mismo que el de otros foros reducidos, a saber, alcanzar decisiones importantes de una forma más ágil, especializada y eficaz – eso sí, con carácter oficial. El GES se dedica a cuestiones de política exterior y de defensa y su implementación, y se ha hecho indispensable en procesos como las negociaciones diplomáticas y en tiempos de crisis (económicas y, especialmente, militares). De algún modo, ha sido la adaptación regulada del antaño Gabinete de Guerra.
Sin embargo, Netanyahu seguía contando con foros más pragmáticos que oficiales durante sus años al frente de los gobiernos de Israel. Su segundo Gobierno, de 2009-2013 (32.º Gobierno de Israel), contó también con un gabinete reducido, aunque más amplio, conocido como el «foro del Septeto» (en hebreo: השביעייה‎ HaSheviyá), que incluía a Netanyahu, Ehud Barak, Avigdor Lieberman, Moshé Yalón, Dan Meridor, Beni Beguín, and Eli Yishái. Tras la inclusión de Yuval Steinitz, el grupo pasó a llamarse «el Octeto» (en hebreo: השמינייה‎ HaSheminiyá). En agosto de 2012 el foro ya pasó a ser «el Noneto» después de la incorporación de Avi Dichter, aunque poco después, tras la renuncia de Lieberman del Gobierno de Netanyahu, volvió a estar integrado por ocho ministros. Ya que se trataba de un foro cada vez más amplio y por tanto menos ágil y «exclusivo», existía también otro grupo, todavía más reducido, denominado por el público y en la prensa la «Cocinita reducida» (en hebreo: המטבחון המצומצם‎), integrado por Netanyahu, Barak y Lieberman (hasta la renuncia de este).